# Església vella de Sant Joan de Vilatorrada
L'Església vella de Sant Joan de Vilatorrada és una església romànica del municipi de Sant Joan de Vilatorrada (Bages). Està situada dins el mas Sant Joan, un casal que hi ha dalt d'un puig a la riba dreta del Cardener a la part vella del poble. És una obra inclosa en l'Inventari del Patrimoni Arquitectònic de Catalunya.
Actualment fa funcions de sala de concerts de l'Escola Municipal de Música, ubicada al mas Sant Joan.

## Descripció
El temple consta de dues naus, sense absis i porta de mig punt adovellada a ponent. Es tracta d'un edifici singular de dues naus paral·leles, construïdes en èpoques diferents, sense absis i unides per una àmplia arcada, avui tapiada. La nau sud és una obra romànica del segle xiii amb volta de canó, mentre que la nau nord amb volta apuntada és gòtica del segle xiv-XVII, si bé manté una paret d'una església preromànica del segle ix.
Les portes actuals són posteriors a la construcció de les naus i la porta original deuria ser al mur de migdia, al mig de dos arcosolis. Dues úniques finestres rectangulars il·luminen l'interior de l'edifici.

## Història
Fou una de les filials de la seu de Manresa fins al segle xviii. Serví de seu parroquial fins al 1908, data de consagració del nou centre religiós al centre del nucli modern. És la primera església de Sant Joan de Vilatorrada, situada dins l'antic terme de la ciutat de Manresa, depengué durant molts anys de Santa Maria de Manresa.
Està documentada des de l'any 1022 i deuria tenir únicament funcions particulars. A partir de l'any 1032 és citada la seva sagrera i a mitjans del segle xii fou ja parroquial, categoria que conservà fins al 1756. Fou llavors, quan va ser unida a l'església de Sant Sadurní de Salelles com a sufragània. Recuperà la seva titularitat el segle xix però des del segle xvii els seus rectors foren nomenats pel paborde de la Seu de Manresa.